# Bahia Bakari
Bahia Bakari (Francia, 15 de agosto de 1996) es la única superviviente del vuelo 626 de Yemenia, un Airbus A310, que se había estrellado en el Océano Índico, muy cerca de la costa de la isla comorense de Gran Comora, Comoras, el 30 de junio de 2009, matando a las restantes 152 personas a bordo.
Bakari, con apenas 14 años, no era una buena nadadora y no tenía puesto su chaleco salvavidas al momento del accidente. Se agarró a los restos del avión, nadando casi nueve horas y en la oscuridad total durante gran parte del tiempo, antes de ser rescatada. Su madre, que viajaba con ella desde París, Francia, para pasar unas vacaciones de verano en Comoras, había muerto en el accidente.
Fue llamada «la milagrosa» por la prensa de todo el mundo (en francés: la miraculée). Fue trasladada de vuelta a su país en un avión privado del gobierno francés. Cuando llegó al aeropuerto de Le Bourget, se comunicó con su padre, Kassim Bakari, y con el resto de su familia, siendo trasladada al hospital de París. Tenía una fractura de pelvis, una fractura de clavícula, quemaduras en las rodillas y algunas lesiones en su cara. Se decidió que Bakari fuese dada de alta tan solo tres semanas después, tras someterse a varios tratamientos y una cirugía.
En 2010, publicó un libro de Memorias, Moi Bahia, la miraculée (en español: Soy Bahía, la chica que tuvo suerte), en colaboración con una periodista francesa que hizo de escritora fantasma; ahí detalló la historia de su supervivencia y rescate. Según algunos medios de comunicación, rechazó una oferta de Steven Spielberg para hacer una película que estaba basada en su libro.

## Primeros años y su educación
Bahia Bakari nació el 15 de agosto de 1996 en la comuna francesa de Évry, Essonne, cerca de París. Era la mayor de los cuatro hijos de Kasim Bakari (que nació en 1961) y su esposa Aziza Aboudou, ambos de la ciudad comorense de Ngnoumadzaha Mvoubari. Kasim trabajaba como una conserje mientras Aziza era ama de casa. Bahia Bakari tenía dos hermanos menores llamados Badru y Badavi, y una hermana menor llamada Badyan.

## Historial del vuelo y el accidente aéreo

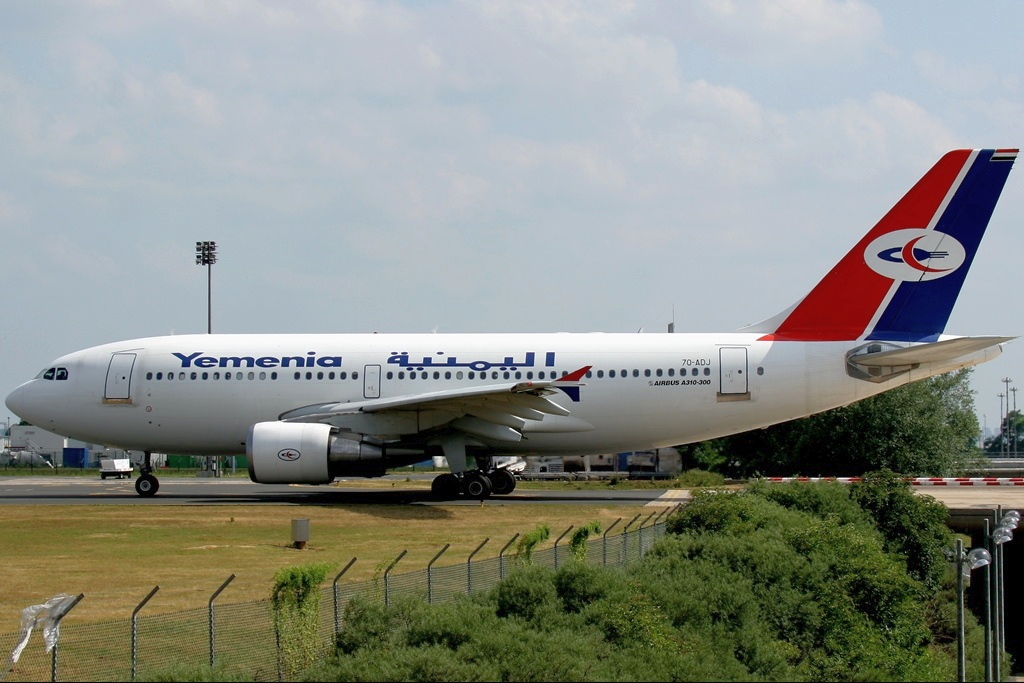
El Airbus A310 que estuvo implicado en el accidente de 2009

Bakari y su madre, Aziza Aboudou, iban a  viajar a las Comoras para pasar unas vacaciones durante el verano. Como muchos de los pasajeros involucrados en el vuelo 626 de Yemenia, comenzó su viaje desde París con el nombre de vuelo 749 de Yemenia, un Airbus A330, que había hecho una escala intermedia en Marsella y luego había aterrizado en Aeropuerto internacional de Saná, Yemen. 
Allí los pasajeros descendieron del vuelo 749 y se subieron al vuelo 626 de un Airbus A310 hacia las Comoras, con una escala en Yibuti. Mientras el avión comenzaba a descender para aproximarse, a minutos de su destino final al Aeropuerto Internacional Príncipe Said Ibrahim, el avión tuvo problemas y cayó en el océano Índico, a 9 millas (14,5 km) al norte de la costa de la isla Gran Comora, partiéndose al intentar amerizar al tocar el agua, aproxiamadamente a las 01:50 hora local (22:50 UTC).
Bahia Bakari fue expulsada del avión cuando se partió y se encontró flotando sola, en medio de los escombros. Los investigadores llegaron a la conclusión que la causa del accidente fue un error del piloto debido a que la aproximación no estaba fija y por las respuestas inapropiadas de la tripulación de vuelo a los sistemas de alerta de pérdida y proximidad del suelo.